# Kemalettin
Kemalettin ist ein männlicher Vorname.

## Herkunft und Bedeutung
Kemalettin ist ein türkischer männlicher Vorname arabischer Herkunft mit der Bedeutung „Vollkommenheit des Glaubens“.

## Namensträger
- Kemalettin Şentürk (* 1970), türkischer Fußballspieler und -trainer
- Kemalettin Ünlü (* 1928), türkischer Fußballspieler